# Paul Langgemach
Paul Langgemach (* 24. Oktober 1875 in Leppin-Zehren; † 1962) war ein deutscher Lagerhalter, SPD-Parteisekretär und Abgeordneter des Provinziallandtages der Provinz Hessen-Nassau.

## Leben
Paul Langgemach hatte den Beruf des Drehers und Maschinenbauers erlernt und war unter anderem bei Borsig in Berlin, Krupp in Essen sowie bei der Germaniawerft in Kiel beschäftigt. 1906 wechselte er nach Frankfurt am Main, wo er zunächst auch Schlosser und später Lagerverwalter des Konsumvereins Frankfurt war. Er engagierte sich kommunalpolitisch und war von 1909 bis 1919 Mitglied der Stadtverordnetenversammlung. 1919 wurde er zum unbesoldeten Stadtrat gewählt und wurde im Jahr darauf SPD-Parteisekretär für den Bezirk Frankfurt am Main. Seine Ernennung zum kommissarischen Landrat des Kreises Biedenkopf im Jahre 1920 scheiterte am Widerstand des Kreistages.
Von 1920 bis 1926 hatte er ein Mandat für den Nassauischen Kommunallandtags des preußischen Regierungsbezirks Wiesbaden bzw. den  Provinziallandtag der Provinz Hessen-Nassau, wo er Mitglied des  Finanz-, Rechnungsprüfungs- und Ältestenausschusses war. Er legte sein Mandat nieder und wurde im September 1921 mit der vertretungsweisen Leitung der Verwaltung des Landratsamtes Weilburg beauftragt. Im Februar 1922 wurde er zum Geschäftsführer und Kassierer der Arbeiter-Herberge GmbH bestellt. Dieses Amt verwaltete er bis 1926, als er wegen Vorwürfen der Unregelmäßigkeiten bei der Geschäftsführung der Arbeiter-Herberge GmbH aus all seinen Ämtern ausschied.
1927 betätigte er sich als Kaufmann (Lagerhalter). Von 1932 bis 1943  war er Rentenempfänger und nach dem Kriege Angestellter beim Landesernährungsamt.